# 朝井リョウ
朝井 リョウ（あさい リョウ、男性、1989年5月31日 - ）は、日本の小説家、ラジオパーソナリティ。2013年、『何者』で第148回直木三十五賞受賞。直木賞史上初の平成生まれの受賞者であり、男性受賞者としては最年少者。

## 経歴
岐阜県不破郡垂井町出身。岐阜県立大垣北高等学校、早稲田大学文化構想学部卒業。
2009年、同大学在学中に『桐島、部活やめるってよ』で第22回小説すばる新人賞を受賞しデビュー、2012年には同作が映画化された。同年、『もういちど生まれる』で第147回直木三十五賞候補。
2011年、『チア男子!!』で第3回高校生が選ぶ天竜文学賞受賞。
2013年、『何者』で第148回直木三十五賞受賞。同賞史上初の平成生まれの受賞者であり、男性受賞者としては最年少となる。
2014年、直木賞受賞後第一作の『世界地図の下書き』で第29回坪田譲治文学賞受賞。
2016年、英語圏最大の文芸誌「Granta」日本語版でGranta Best of Young Japanese Novelistsに選出される。
2021年、『正欲』で第34回柴田錬三郎賞受賞。2022年、同作で第3回読者による文学賞を受賞。また、第19回本屋大賞候補となる。
2025年、『生殖記』で「キノベス!2025」第1位に選出、第22回本屋大賞候補。

## 人物
2017年、痔瘻に罹り、入院先からお見舞いに来た高橋みなみとラジオを収録した回もあった。
2021年、ラジオで脂質異常症であることを告白。その後、著書にて同年4月に回復を告白。

## エピソード
- 高校時代にバレーボール部に所属し、体育祭の応援団長を務めた[14]。
- 大学時代はストリートダンスのサークルに所属した。作家志望者の多い学部に所属していたが、作家志望者がバカにするようなサークルにあえて入ったという[15]。堀江敏幸のゼミに所属し、大学4年次に出版した『星やどりの声』を卒論として提出した[16]。
- 大学在学中に作家デビューをしたが、卒業後は就職活動を行って会社員となり、2015年までは兼業作家であった。6作目の『何者』は営業の新入社員として仕事をしながら、通勤前後に執筆した[2]。
- スタジオジブリの作品のファンである。直木賞を受賞後の初の作品『世界地図の下書き』では、数々のスタジオジブリ作品を通して活躍しているアニメーターの近藤勝也が表紙絵を担当した。
- オーディション番組の『ASAYAN』（テレビ東京）からハロー!プロジェクトとつんく♂のファンである[17]。好きなメンバーにモーニング娘。の小田さくらを挙げている[18]。同じくハロプロファンで公私ともに仲の良い柚木麻子とはハロプロやつんく♂について話すことが多い[19]。仕事で行き詰った時はつんく♂の楽曲を聴いて元気をもらっているという[20]。

## 著書

### 小説
- 『桐島、部活やめるってよ』（2010年2月 集英社 / 2012年4月 集英社文庫）
  - 文庫版にのみ「東原かすみ〜14歳」収録  - 初出：『集英社WEB文芸RENZABURO』
- 『チア男子!!』（2010年10月 集英社 / 2013年2月 集英社文庫）
- 『星やどりの声』（2011年10月 角川書店 / 2014年6月 角川文庫） - 初出：『小説野性時代』2011年1月号 - 8月号連載
- 『もういちど生まれる』（2011年12月 幻冬舎 / 2014年4月 幻冬舎文庫）
- 『少女は卒業しない』（2012年3月 集英社 / 2015年2月 集英社文庫） - 初出：『小説すばる』2010年4月号 - 2011年2月号（隔月）、2011年9月号
- 『何者』（2012年11月 新潮社 / 2015年6月 新潮文庫）
- 『世界地図の下書き』（2013年7月 集英社 / 2016年6月 集英社文庫） - 初出：『小説すばる』2012年11月号 - 2013年6月号
- 『スペードの3』（2014年3月 講談社 / 2017年4月 講談社文庫） - 初出：『小説現代』2013年4月号 - 2014年1月号
- 『武道館』（2015年4月 文藝春秋 / 2018年3月 文春文庫） - 初出：『別冊文藝春秋』2014年9月号 - 2015年3月号
- 『世にも奇妙な君物語』（2015年11月 講談社 / 2018年11月 講談社文庫） - 初出：『小説現代』2015年4月号 - 2015年8月号
  - 収録作品：シェアハウさない / リア充裁判 / 立て! 金次郎 / 13.5文字しか集中して読めな / 脇役バトルロワイアル
- 『ままならないから私とあなた』（2016年4月 文藝春秋 / 2019年4月 文春文庫）
  - 収録作品：レンタル世界 / ままならないから私とあなた
- 『何様』（2016年8月 新潮社 / 2019年6月 新潮文庫）
  - 収録作品：水曜日の南階段はきれい / それでは二人組を作ってください / 逆算 / 君だけの絶対 / むしゃくしゃしてやった、と言ってみたかった / 何様
- 『死にがいを求めて生きているの』（2019年3月 中央公論新社） - 初出：『小説BOC』vol.1 2016年4月 - vol.10 2018年7月
- 『どうしても生きてる』（2019年10月 幻冬舎）
  - 収録作品：健やかな論理 / 流転 / 七分二十四秒めへ / 風が吹いたとて / そんなの痛いに決まってる / 籤
- 『発注いただきました!』（2020年3月 集英社）※小説+エッセイ
- 『スター』（2020年10月 朝日新聞出版） - 初出：『朝日新聞』夕刊 2019年4月5日 - 2020年5月29日）
- 『正欲』（2021年3月 新潮社/ 2023年5月新潮文庫）
- 『吉凶の行方』（2022年10月 集英社 収録:『モノガタリは終わらない』）
- 『生殖記』（2024年10月 小学館）

### エッセイ
- 学生時代にやらなくてもいい20のこと（2012年6月 文藝春秋）
  - 【改題】時をかけるゆとり（2014年12月 文春文庫） 文庫版にのみ新作3作追加
- 風と共にゆとりぬ（2017年6月30日 文藝春秋） - 初出：『別冊文藝春秋』2016年9月号 - 2017年5月号
- そして誰もゆとらなくなった（2022年8月10日　文藝春秋）-書き下ろし

### エンタメ
- 対談 「就活」という窓から見えるもの（古市憲寿 × 朝井リョウ）（2013年5月　新潮45eBooklet）
- きみに贈る本 （作家6名による書評集）（2016年5月 中央公論新社）

### アンソロジー
「」内が朝井リョウの作品
- 作家の放課後（2012年2月 新潮文庫）「職人たちの戦国」
- いつか、君へ Boys（2012年6月 集英社文庫）「ひからない蛍」 - 関連：『世界地図の下書き』
- 最後の恋 MEN'S つまり、自分史上最高の恋。（2012年6月 新潮文庫）「水曜日の南階段はきれい」（初出：『小説新潮』2011年12月号「水曜日の南階段は」改題） - 『何様』に収録
- この部屋で君と（2014年8月 新潮文庫）「それでは二人組を作ってください（初出：『yom yom』2014年春季号）」 - 『何様』に収録
- ベスト・エッセイ2015（2015年6月 光村図書出版）「愛しのトイレ子ちゃん（初出：『yom yom』2014年秋季号）」
- 本なんて！作家と本をめぐる52話（2015年7月 キノブックス）「私と文庫」
- 18きっぷ（2015年10月 朝日新聞社）「十八歳の選択」
- 20の短編小説（2016年1月 朝日文庫）「清水課長の二重線」（初出：『小説トリッパー』 2015年夏季号）
- GRANTAJAPAN with 早稲田文学03 「引金」
- アイアムアヒーロー THE NOVEL（2016年4月 小学館 / 2017年3月 小学館文庫）「十七歳の繭」
- 作家の口福 おかわり（2016年 朝日文庫）「たこ焼きスナイパーの夕べ」他4篇
- VS. こち亀（2016年9月 集英社）「こちら命志院大学男子チアリーディングチーム出張部」
- X'mas Stories―一年でいちばん奇跡が起きる日―（2016年11月 新潮文庫）「逆算」（初出：『小説新潮』2014年12月号）
- 短編少年 (2017年5月 集英社文庫) 「ひからない蛍」
- おしゃべりな銀座（2017年6月 扶桑社）「天空の城 ギンザ」
- ジブリの教科書20 思い出のマーニー（2017年7月 文春ジブリ文庫）「「普通」から漕ぎだす少女の表情」（初出：『熱風』2014年8月号 スタジオジブリ）
- 短編ベストセレクション 現代の小説2019（2019年6月 徳間文庫）「七分二十四秒めへ」
- NHK国際放送が選んだ日本の名作（2019年7月 双葉文庫）「清水課長の二重線」

### 単行本未収録作品
- 小説
  - 「職人たちの戦国」（『yom yom』vol.22 2011年11月 新潮社）
  - 「水曜日の判例」（『ダ・ヴィンチ』2013年11月号）
  - 「アスパラ」（『別冊カドカワ 総力特集 aiko』2014年5月 マガジンズ）
  - 「タイムリミット」（2015年春に実施された森永製菓のキャラメルの箱に3箱に亘って掲載する企画）
  - 「マドンナゆかりの断髪」（『小説屋sari-sari』2015年7月号 角川書店）　＜「星やどりの声」スピンオフ
  - 「心めくり」（『小説現代』2016年5月号 講談社）
  - 「胸元の魔法」（2017年3月 JTのWebサイト『SevenStars』）
  - 　｢イン･ザ･メガチャーチ｣（『日本経済新聞夕刊』2023年4月1日 - 2024年3月31日）
  - 「三十番目」（『小説トリッパー』2025年夏季号 朝日新聞出版）
- エッセイ
  - 「サラダがおいしいと言われたような」（『産經新聞朝刊』2013年2月7日号）
  - 「ルーレットの目」（『オール讀物』2013年3月号 文藝春秋）
  - 「原稿を投げる」（『小説すばる』2013年12月号 集英社）
  - 「ビー紙に触れると」（『週刊文春』2014年5月1日号）
  - 「大切なことはすべてASAYANが教えてくれた」（『インポケット』2014年7月号 講談社）
  - 「五年目の半径」（『文藝春秋』2014年9月号 文藝春秋）
  - 「どっこい生きてる、ど肛門ガエル」（『考える人』2016年冬号 新潮社）
  - 「ハワイにしかない歯磨き粉」（『はなはなし』第11号 2016年4月1日発行）
  - 「希望はどこに」（『朝日新聞』2018年1月7日）
  - 「照らす」（『小説すばる』2018年2月号 - 、集英社）※不定期掲載

### 連載

#### 連載中
エッセイ
- 「柚木麻子と朝井リョウとでか美ちゃんの流れる雲に飛び乗ってハロプロを見てみたい」（『CDジャーナル』2015年9月号 - 、音楽出版社）柚木麻子、でか美ちゃんとの合同連載（2019年5月6月合併号まで「ハロプロの行間を徘徊する」、2021春号まで「柚木麻子と朝井リョウの流れる雲に飛び乗ってハロプロを見てみたい」を改題。）

#### 連載終了
小説
- 「イン・ザ・メガチャーチ」（『日本経済新聞夕刊』2023年4月1日 - 2024年6月20日）

エッセイ
- 「プロムナード」（『日本経済新聞夕刊』2015年7月1日 - 2015年12月16日 ／ 水曜日担当）
- 「朝井リョウの一例としてどうぞ」（『朝日中高生新聞』2016年4月号 - 2017年3月号）

### 帯文・解説
- 柚木麻子 - ランチのアッコちゃん（扶桑社）：帯文
- 辻村深月 - 光待つ場所へ（講談社文庫）：解説、帯文
- 佐藤健写真集 - ALTERNATIVE（マガジンハウス）：巻末エッセイ、帯文
- 窪美澄 - 水やりはいつも深夜だけど（角川書店）：帯文
- ジョージ朝倉 - 新装版 ハッピーエンド（KCデラックス コミッククリエイト）：帯文
- 伊藤朱里 - 名前も呼べない（筑摩書房）：帯文
- 大森靖子 - TOKYO BLACK HOLE（完全生産版）エッセイ本：解説、帯文
- 栗原康 - 死してなお踊れ 一遍上人伝（河出書房新社）：帯文
- はやみねかおる - ディリュージョン社の提供でお送りします（講談社タイガ）：帯文
- フィル・ナイト - SHOE DOG (シュードッグ)―靴にすべてを。（東京経済新聞社）：帯文
- 矢部太郎 - 大家さんと僕（新潮社）：帯文
- 谷ゆき子 - バレエ星 [完全復刻・超展開バレエマンガ]（立東舎）：帯文
- つんく♂- だから、生きる。（新潮社文庫）：解説[21]
- 佐藤多佳子 - 明るい夜に出かけて（新潮文庫）：解説
- 金原ひとみ　- アンソーシャルディスタンス （新潮文庫）: 解説

### 作詞
- 「次元」（第83回NHK全国学校音楽コンクール 高等学校の部 課題曲）

## メディアミックス
映画化
- 桐島、部活やめるってよ（2012年、主演：神木隆之介、監督：吉田大八） - 第36回日本アカデミー賞最優秀作品賞ほか受賞
  - DVD&Blu-ray（2013年2月15日 バップ） - オーディオコメンタリー：監督・吉田大八×脚本・喜安浩平×プロデューサー・佐藤貴博×原作・朝井リョウ

- 何者（2016年、主演：佐藤健、監督：三浦大輔）
  - DVD&Blu-ray（2017年5月17日 東宝）オーディオコメンタリー：監督・三浦大輔×原作:朝井リョウ

- チア男子!!（2019年、主演：横浜流星・中尾暢樹、監督：風間太樹）
- 少女は卒業しない（2023年、主演：河合優実、監督：中川駿）
- 正欲（2023年公開、主演：稲垣吾郎・新垣結衣、監督：岸善幸）

ドラマ化
- 武道館（2016年、主演：Juice=Juice）
- 世にも奇妙な君物語（2021年3月、主演：黒島結菜、葵わかな、佐藤勝利、田中麗奈、上田竜也）

舞台化
- 音楽朗読劇『SOUND THEATRE チア男子!! 〜GO! 音劇男子!!〜』（2016年10月）
- Live Performance Stage『チア男子!!』（2016年12月、主演：本田礼生、古田一紀）
  - 公演DVD（2017年5月26日 バンダイビジュアル）

- 何者（2017年11月 - 12月、主演：阿部顕嵐）

漫画化
- 桐島、部活やめるってよ〈オムニバス形式〉（『マーガレット』2012年10号 - 15号、作画：やまもり三香・桃森ミヨシほか）
- チア男子!!（『Cookie』2011年8月号 - 2013年5月号、作画：まつもとあやか、全4巻）
- チア男子!! -GO BREAKERS-（『少年ジャンプ+』2016年4月5日 - 2016年11月8日、作画：近藤憲一）

オーディオブック
- 桐島、部活やめるってよ（2013年7月19日 FeBe!）

アニメ化
- チア男子!!（2016年7月 - 9月）
  - DVD&Blu-ray　第1巻（2016年9月27日 バンダイビジュアル）
  - DVD&Blu-ray　第2巻（2016年10月26日 バンダイビジュアル）
  - DVD&Blu-ray　第3巻（2016年11月25日 バンダイビジュアル）
  - DVD&Blu-ray　第4巻（2016年12月22日 バンダイビジュアル）
  - DVD&Blu-ray　第5巻（2017年1月27日 バンダイビジュアル）
  - DVD&Blu-ray　第6巻（2017年2月24日 バンダイビジュアル）

外国語版単行本
- 桐島、部活やめるってよ 台湾版（2013年8月31日 聽説桐島退社了）
- 何者 台湾版（2014年1月24日 何者）
- 少女は卒業しない 台湾版（2014年5月1日 少女不畢業）
- もういちど生まれる 台湾版（2014年9月1日 重生）
- チア男子!! 台湾版（2016年2月5日 男子啦啦隊!!）
- 死にがいを求めて生きているの 台湾版（2021年9月2日 無論如何都要活著）
- 正欲  台湾版（2024年1月24日 正欲）

## 出演番組

### ラジオ番組

#### 過去のレギュラー番組
- 朝井リョウ&加藤千恵のオールナイトニッポン0(ZERO)（ニッポン放送、2015年4月3日 - 2016年3月26日）金曜日パーソナリティ
- 朝井リョウ&加藤千恵のオールナイトニッポン0(ZERO)（特番）[24]（ニッポン放送、2022年10月22日）
- PEOPLE 平成生まれのホンネ （JFN28局ネット、2015年11月29日 - ）第5日曜パーソナリティ
- 高橋みなみと朝井リョウ ヨブンのこと（ニッポン放送、2017年1月1日 - 2021年3月28日）